# Eteobutadi
Gli Eteobutadi (in greco antico: Ἐτεοβουτάδαι?, Eteoboutádai, "veri discendenti di Bute") erano un ghenos attico che riconosceva come progenitore comune l'eroe Bute; forse originariamente nacque come associazione di culto nel demo di Butade. Dato che la loro esistenza è attestata già nell'età arcaica, certamente non presero il nome dal demo di Butade creato da Clistene.
Tra gli Eteobutadi venivano scelti i sacerdoti di Poseidone Eretteo e le sacerdotesse di Atena Poliade. Queste due cariche erano proprie di due diversi rami degli Eteobutadi, che appaiono totalmente separati almeno fino a poco dopo il 106/105 a.C.; una delle possibili spiegazioni di questa separazione è la possibilità che gli Eteobutadi fossero una coalizione artificiali tra gli aderenti dei due culti.
Licurgo apparteneva agli Eteobutadi; fu infatti sacerdote di Poseidone Eretteo.
Pausania il Periegeta cita la presenza di graphai ("raffigurazioni iconografiche") degli Eteobutadi illustri sulle pareti dell'Eretteo. Secondo lo Pseudo-Plutarco i dipinti, realizzati da Ismenia di Calcide su commissione del primogenito Abrone, raffiguravano tutti gli Eteobutadi che erano stati sacerdoti di Poseidone; quest'ultimo si fece raffigurare nell'atto di passare un tridente a Licofrone, visto che cedette a lui la carica ereditaria di sacerdote di Poseidone.
Nello stesso posto si trovavano delle statue in legno di Licurgo e dei suoi tre figli Abrone, Licurgo e Licofrone realizzate dai figli di Prassitele, Timarco e Cefisodoto.